# Християн Туллін
Християн Туллін  (дан. Christian Braunmann Tullin; 6 вересня 1728 року, Крістіанія — 21 січня 1765 року, Копенгаген) — норвезький бізнесмен і поет, вважається одним з перших в Норвегії професійним поетом.

## Біографія
Християн Туллін народився в Крістіанія (нині Осло) в 1728 році. Був активним читачем з раннього дитинства. Вчителі долучили хлопця до читання англійської літератури. Твори англійських авторів мали значний вплив на формування майбутнього письменника. Від 1745 року він вивчав філософію, креслення, музику, а також німецьку та французьку мови. У 1748 році  здав екзамен із богослов'я. Хотів залишитись у рідному місті. Готував себе до служби Богу. Але замість цього став вивчати право, почав займатися комерцією. Він мав невелику фабрику, яка виготовляла пудру. У 1759 році він став заступником митного інспектора. Від 1763 року обіймав посаду менеджера міста Кристіанія. Він також очолював дирекції митних та акцизних управлінь. Християн Туллін був одружений з Метте Крусгов, яка народила йому кілька дітей, зокрема Клауса Тулліна (1764—1830), відомого норвезького підприємця. Сучасники вважали Тулліна один з найталановитіших представників датсько-норвезької поезії.

## Творчість
У 1773 році вийшла збірка його  віршів «Samtlige Skrifter»  у 3 томах, яка викликала значний інтерес у читацьких колах. Він мав незвичайний дар імпровізації. Вірші приваблювали читачів мелодійністю,  життєствердними  настроями. Найбільш значимою  вважається поема "Травневий день" (1758)  написана в традиціях класицизму. Хоча основний поетичний доробок виконаний у стилі романтизму. У 1760 році поет видав книгу «Виникнення мореплавства та його наслідки». У ній   поет поділився роздумами, як мореплавство вплинуло на розвиток цивілізації, в тому числі сприяло прагненню  до розкоші, формуванню жадібності, що приводило до дегенерації особистості. Схожою до цієї книги  був його твір, виданий у 1763 році "Неперевершеність творінь з погдяду порядку і довершеності Всесвіту". Поет розмірковував про сенс і красу світу. Він осмислював тему  Бога-Творця і шукав відповідь на одвічне запитання: яке місце людини у Всесвіті?  Ця тема була пізніше підхоплена Генріком Вергеланном у книзі "Творіння. Людина. Месія", 1764 рік. Вергеланн продовжив думки Християна, який поставився до цього дуже позитивно.  
Християн Туллін  жив у Копенгагені і помер там. Вважається і норвезьким і данським поетом.